# Csőrös Harvey
A Csőrös Harvey (eredeti cím: Harvey Beaks) 2015 és 2017 között vetített amerikai 2D-s számítógépes animációs vígjátéksorozat, amelyet C. H. Greenblatt alkotott.
A sorozat producere Joann Estoesta, rendezői Michelle Bryan és Gary Conrad, zeneszerzője Ego Plum. A Nickelodeon Animation Stúdió gyártja, forgalmazója a ViacomCBS Domestic Media Networks.
Az amerikai premierje a Nickelodeonon 2015. március 29-én volt. Magyarországon szintén a Nickelodeon mutatta be 2015. augusztus 17-én.

## Cselekmény
A sorozat egy Harvey nevű kisfiúról szól, aki egy barátságos madár, és két legjobb barátjáról, a manó ikrekről, Fee-ről és Foo-ról, valamint közös életükről, ahogy felnőnek és kalandokat élnek át.
A trió együtt keres kalandot és bajt a városukban.

## Szereplők

### Főszereplők
| Szereplő neve   | Eredeti hang                                        | Magyar hang     |
| --------------- | --------------------------------------------------- | --------------- |
| Csőrös Harvey   | Max Charles                                         | Pálmai Szabolcs |
| Fee             | Angelina Wahler                                     | Pekár Adrienn   |
| Foo             | Jackson Brundage (2015) Tom Robinson (2015–2017)    | Szalay Csongor  |
| Csőrös Michelle | Kari Wahlgren                                       | N/A             |
| Csőrös Miriam   | Kerri Kenney-Silver                                 | Udvarias Anna   |
| Csőrös Irving   | Chris Parnell (bevezető rész) Scott Adsit (sorozat) | Seder Gábor     |

### Mellékszereplők
| Szereplő neve | Eredeti hang                                  | Magyar hang       |
| ------------- | --------------------------------------------- | ----------------- |
| Dade          | C. H. Greenblatt                              | Karácsonyi Zoltán |
| Claire        | Nicole Wedel                                  | Andrusko Marcella |
| Masni         | Andres Salaff                                 | Nagypál Gábor     |
| Technomaci    | Mason Vaughn                                  | Elek Ferenc       |
| Kratz         | Matthew Zhang                                 | Baráth István     |
| Drukker       | Laz Meiman (1. évad) Addie Chandler (2. évad) | Hamvas Dániel     |
| Piri Piri     | Madeleine Curry                               | Pupos Tímea       |
| Dr. Roberts   | Jeff Bennett Matt Berry (2 részben)           | Galbenisz Tomasz  |
| Randl         | Marc Maron                                    | Faragó András     |
| Moff          | Dave Foley                                    | Megyeri János     |
| Meryl         | Nicholas Sumida                               | Forgács Gábor     |
| Bartleburt    | Fred Stoller                                  | Szokol Péter      |
| Jean Luc      | André Sogliuzzo                               | Jakab Csaba       |

## Epizódok
| Évad | Évad          | Epizódok      | Eredeti sugárzás  | Eredeti sugárzás   | Magyar sugárzás     | Magyar sugárzás      |
| Évad | Évad          | Epizódok      | Évadpremier       | Évadfinálé         | Évadpremier         | Évadfinálé           |
| ---- | ------------- | ------------- | ----------------- | ------------------ | ------------------- | -------------------- |
|      | Bevezető rész | Bevezető rész | 2016. július 23.  | 2016. július 23.   | n/a                 | n/a                  |
|      | 1             | 26            | 2015. március 28. | 2016. június 10.   | 2015. augusztus 17. | 2016. július 6.      |
|      | 2             | 26            | 2016. június 13.  | 2017. december 29. | 2017. január 5.     | 2017. szeptember 28. |

## Gyártás
A gyártás 2013 szeptemberében kezdődött Bad Seeds címmel, de a fejlesztés felénél meg kellett változtatnia a sorozat nevét védjegyekkel kapcsolatos problémák miatt.
2015. június 21-én megerősítették, hogy a műsort megújították egy második évadra, amely közel egy évvel később, 2016. június 13-án kezdődött.
Az összes epizódnak Ego Plum szerezte a zenéjét.

## Befejezés
2016. november 6-án CH Greenblatt bejelentette, hogy a sorozatból nem készül több rész. Ezenkívül Greenblatt megerősítette, hogy a fennmaradó epizódokat a Nicktoonson fogják bemutatni, amiről addig nem volt tudomása, amíg meg nem látta a Nickelodeon Twitter-bejegyzését. Eredetileg az új epizódok premierje 2016. november 20-ra volt tervezve. Greenblatt később egy februári Tumblr-bejegyzésben kijelentette: „Szó szerint fogalmam sincs, mikor, hol, vagy meg fognak-e jelenni az epizódok.” Végül 2017. március 1-jén mutatták be.